# Sepino
Sepino község (comune) Olaszország Molise régiójában, Campobasso megyében.

## Fekvése
A megye déli részén fekszik. Határai: Cercemaggiore, Cercepiccola, Guardiaregia, Morcone, Pietraroja, San Giuliano del Sannio és Sassinoro.

## Története
A település őse az ókori szamnisz város, Saepinum volt, amelyet i. e. 293-ban a rómaiak kifosztottak. A megmenekült lakosság a hagyományok szerint egy új várost alapított Altilia néven. A 9. században az Adriai-partok felől betörő szaracénok teljesen elpusztították. A mai Sepino a 12. században alakult ki. A következő századokban nemesi birtok volt. A 19. században nyerte el önállóságát, amikor a Nápolyi Királyságban felszámolták a feudalizmust.

## Népessége
A népesség számának alakulása:

## Főbb látnivalói
- Santa Maria Assunta-templom
- Santa Cristina-templom
- San Lorenzo-templom
- Madonna del Purgatorio-templom